# Entázis

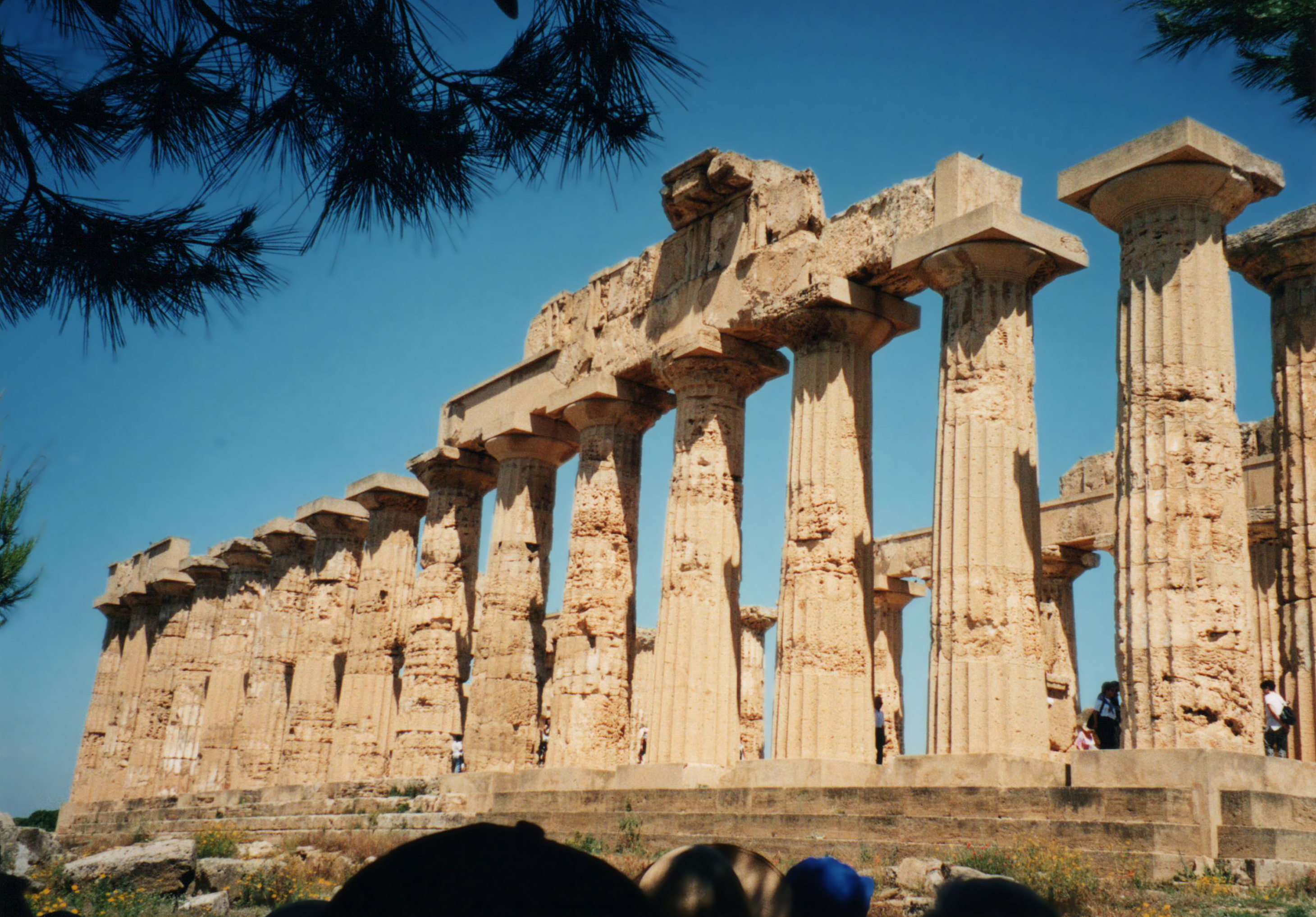
A szelinoszi Héra-templom ("E" szentély) homlokzatának maradványa

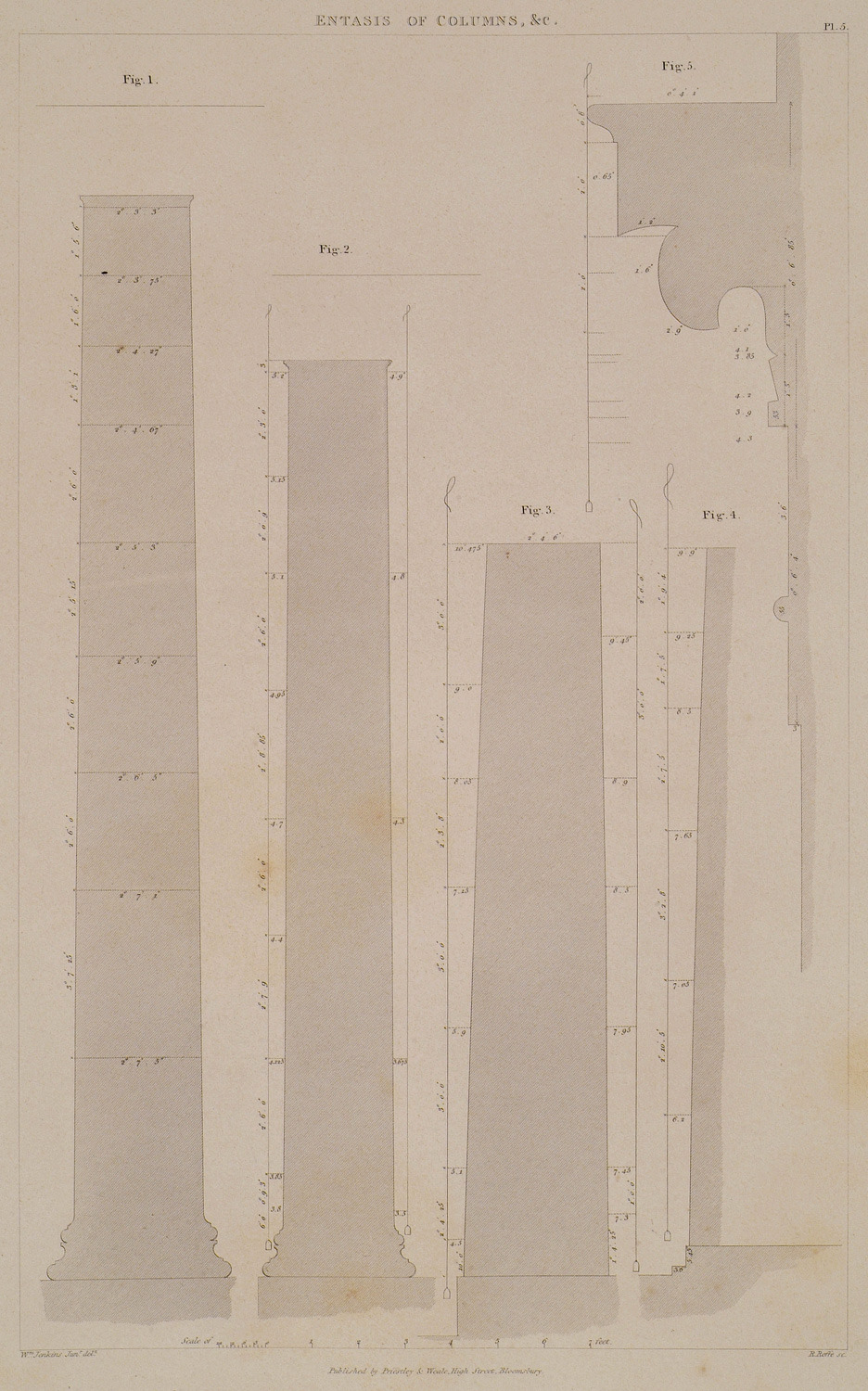
Különféle módokon szerkesztett entázisok

Az entázis — entasis (Művlex); újabban: entaszisz (MNL), magyarosan: sudarasodás — az oszlop hosszmetszetének a teherhordó képességet és a látványt egyaránt javító módosítása. Az ilyen oszlopok fölső kétharmada nem egyenletesen vékonyodó csonkakúp, hanem a középső harmad enyhén, szabad szemmel alig érzékelhetően, kör-, ellipszis-, illetve hiperbola ív mentén kihasasodik. Erre főleg esztétikai okokból és a szabadon álló oszlopoknál van szükség, mert az egyenletesen vékonyodó oszlop dereka optikai csalódás miatt behorpadni látszik.
Általában sudarasították:
- az antik (görög–római) és
- a reneszánsz

oszlopokat;
nem sudarasítottak:
- az arab,
- a románés
- a gót oszlopok.

Az entázissal éppen ellentétes módon formált, lefelé keskenyedő oszlopok jellemzőek a krétai és a mükénéi oszlopokra, így az Oroszlánkapu támaszaira is (Művlex). Ilyen oszlopok elvétve az egyiptomi építészetben is előfordulnak (III. Thotmesz csarnoka), de ez nem jellemző.
Az ókori egyiptomi oszlopokra az entázis az első átmeneti kortól jellemző; ezt a formát tőlük vették át a görögök. A görög építészetben a dór oszlopok erőteljesebben sudarasodnak, mit az ión vagy korinthoszi típusúak (Művlex).
A sudarasításra többféle módszert is használtak. Vitruvius módszerét a Pallas nagylexikon illusztráltan ismerteti. Egy másik eljárás szerint (ezt a szerkesztési módot főleg a kompozit oszlopoknál alkalmazzák) a sudarasítást már az oszloptörzs alján elkezdik; az ilyen oszlop legnagyobb átmérője a törzs 1/3-ánál a legnagyobb.